# Melek Mosso
Melek Davarcı (* 11. November 1988 in Kayseri), besser bekannt unter ihrem Künstlernamen Melek Mosso, ist eine türkische Musikerin.

## Karriere
Mosso studierte an der Adnan Menderes Üniversitesi. Im Jahr 2015 wurde sie durch die Teilnahme bei O Ses Türkiye bekannt.
Mit dem Song Hiç Işık Yok, der im Jahr 2017 gemeinsam mit dem Rapper No.1 entstand, konnte sie erste große Erfolge feiern. Die Kollaboration erreichte größere Bekanntheit vor allem durch die Serie Çukur, in welcher der Song zu hören war. Der spätere gemeinsame Song Yarım Kalan Sigara wurde ebenfalls bekannt. Ein Jahr später erschien ihre erste Solo-Single Kedi. Im selben Jahr nahm sie zusammen mit dem Rapper Ozbi den Song Hadi Gittik auf, der ebenfalls erfolgreich wurde. In ihrer Musiklaufbahn konnte sie anschließend mit weiteren Hits wie Vursalar Ölemem, Keklik Gibi, Hayatim Kaymis auf sich aufmerksam machen.
Im Jahr 2020 veröffentlichte sie ihre erste Extended Play mit dem dazugehörigen Song Doğum Günü. Ein Jahr später folgte eine zweite EP. Daneben hat Mosso mit weiteren türkischen Künstlern wie Tan Taşçı, Cem Adrian oder Haluk Levent zusammengearbeitet.

## Diskografie

### EPs
- 2020: Melek Mosso
- 2021: Sonrası Kalır

### Live-Alben
- 2021: Tan Taşçı ve Konukları: Evde Yılbaşı (mit Tan Taşçı, Rubato & Hakan Aysev)

### Singles
| - 2016: Taksi (mit No.1) - 2017: Hiç Işık Yok (mit No.1) - 2018: Keciler (mit Veys Colak) - 2018: Kedi - 2018: Gölgen Yeter - 2018: Hadi Gittik (mit Ozbi) - 2019: Keklik Gibi - 2019: Vursalar Ölemem - 2019: Sarıla Sarıla - 2019: Bana Sorma (mit Cem Adrian) - 2020: Gönül Gözü - 2020: Doğum Günü - 2020: Tükettim (mit S4hir) - 2020: Duman Oldum (mit Maestro) - 2020: Unutan Kazanır - 2020: Kanto (Bana Bir Koca Lazım) - 2020: Cumartesi Türküsü - 2020: Yalan (mit Aras) - 2020: Kurtuldun Dediler - 2021: Yarım Kalan Sigara (mit No.1, Original: Jordanka Christowa – Pesen Moya, Obich Moya) - 2021: Kızgınım - 2021: Ağlarsam - 2021: Gel Desem De Gelme (mit Aras) - 2021: Zülüf (mit Haluk Levent) - 2021: Parayla Saadet Olmaz - 2021: Hayatım Kaymış - 2021: Kirpiklerin | - 2021: Kimsenin Kimsesi (mit Veys Colak) - 2022: Karanfil - 2022: Yıllar Affetmez - 2022: Vazgeç Gönlüm - 2022: Sabahçı Kahvesi - 2022: Bu İş Bitmiş - 2022: Beni Hatırla (mit Ceylan Ertem) - 2022: Parayla Saadet Olmaz - 2022: Çanakkale Türküsü (mit Burcu Arı & Hatice Davarcı) - 2022: Adem Olan Anlar (mit Genco Arı) - 2023: İlletim - 2023: İnce İnce Bir Kar Yağar - 2023: Mesele Belli - 2023: Üzülmedim Ki - 2024: Sana Değer - 2024: Çıkmaz Sokak - 2024: Sen Aldırma - 2024: Balerin - 2024: Mazeretim Var Asabiyim Ben (mit Faruk Sabancı) - 2024: Yeri Var - 2024: Kurşun Adres Sormaz Ki (mit Anıl Şallıel) - 2024: Ufak Ufak (mit Genco Arı) - 2024: Yağmur - 2024: Söz Bitti - 2025: Aşkın Adı - 2025: Canım Acıyor - 2025: Sanki (mit Doğukan Medetoğlu) - 2025: Badem |

Quelle: